# Ольга Кобилянська (монета)
«О́льга Кобиля́нська» — ювілейна монета номіналом 2 гривні, випущена Національним банком України. Присвячена 150-річчю від дня народження відомої української письменниці, однієї з найосвіченіших жінок XIX століття, яка боролась за права жінок та своїми творами, за словами Дмитра Павличка, створила цілу енциклопедію жіночої душі. Кобилянська Ольга Юліанівна — яскрава постать в українській прозі, письменниця-психологиня, мисткиня лірико-романтичного складу, художня спадщина якої збагатила духовну скарбницю.
Монету було введено в обіг 25 жовтня 2013 року. Вона належить до серії «Видатні особистості України».

## Опис та характеристики монети
| Номінал грн. | Метал      | Маса, грам | Діаметр, мм. | Якість виготовлення | Гурт     | Тираж, штук |
| ------------ | ---------- | ---------- | ------------ | ------------------- | -------- | ----------- |
| 2            | нейзильбер | 12,8       | 31           | анциркулейтед       | рифлений | 20 000      |

### Аверс
На аверсі монети розміщено: угорі напис півколом «НАЦІОНАЛЬНИЙ БАНК УКРАЇНИ», під яким малий Державний Герб України та логотип Монетного двору Національного банку України; ліворуч — фрагмент листа Ольги Кобилянської до Лесі Українки, на тлі якого зображено чорнильницю та перо; унизу — написи «2 ГРИВНІ/2013».

### Реверс
На реверсі монети на тлі фрагмента листа Ольги Кобилянської до Лесі Українки (ліворуч) зображено портрет письменниці та роки її життя «1863/1942»; угорі — напис півколом «ОЛЬГА КОБИЛЯНСЬКА».

## Автори

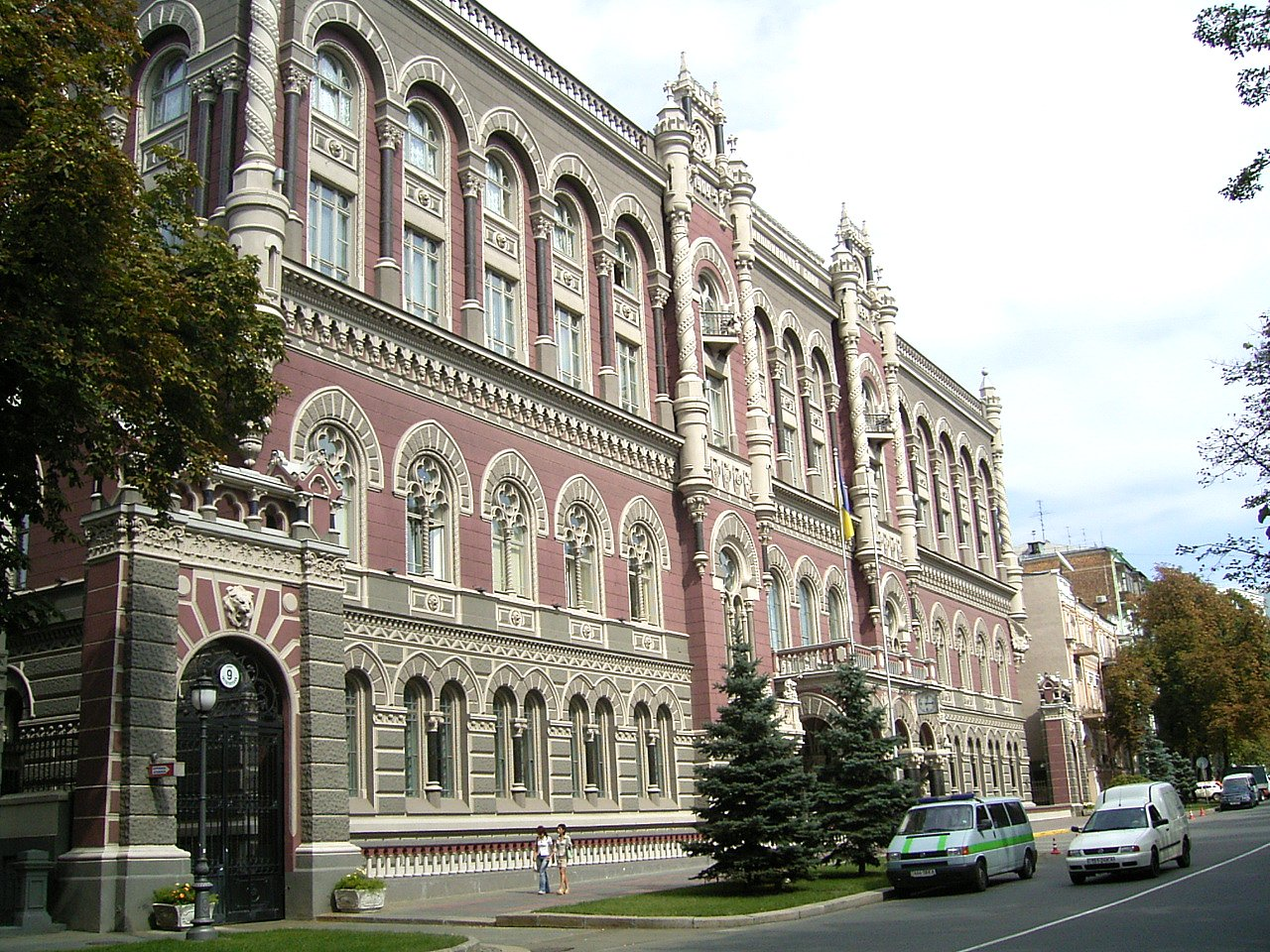
Будівля Національного банку України

- Художник — Іваненко Святослав.
- Скульптор — Іваненко Святослав.

## Вартість монети
Під час введення монети в обіг 2013 року, Національний банк України реалізовував монету через свої філії за ціною 20 гривень.
Фактична приблизна вартість монети, з роками змінювалася так:
| Рік        | 2014 | 2015 | 2016 | 2017 | 2018 | 2019 | 2020 | 2021 | 2022 | 2023 | 2024 | 2025 |
| ---------- | ---- | ---- | ---- | ---- | ---- | ---- | ---- | ---- | ---- | ---- | ---- | ---- |
| Ціна, грн. | 35   | 40   | 60   | 180  | 170  | 170  | 160  | 150  | 155  | 220  | 350  | 340  |